# 대한민국의 공공기관 목록
이 문서는 대한민국의 공공기관 목록이다.

## 0 ~ 9
- 88관광개발

## ㄱ
- 가축위생방역지원본부
- 강릉원주대학교치과병원
- 강원대학교병원
- 강원랜드
- 건강보험심사평가원
- 건설근로자공제회
- 게임물관리위원회
- 경북대학교병원
- 경북대학교치과병원
- 경상대학교병원
- 경제인문사회연구회
- 공무원연금공단
- 공영홈쇼핑
- 과학기술정책연구원
- 광주과학기술원
- 국가과학기술연구회
- 국가철도공단
- 국가평생교육진흥원
- 국립공원공단
- 국립광주과학관
- 국립낙동강생물자원관
- 국립대구과학관
- 국립박물관문화재단
- 국립부산과학관
- 국립생태원
- 국립암센터
- 국립중앙과학관
- 국립중앙의료원
- 국립해양박물관
- 국립해양생물자원관
- 국민건강보험공단
- 국민연금공단
- 국민체육진흥공단
- 국방과학연구소
- 국방기술품질원
- 국방전직교육원
- 국악방송
- 국제방송교류재단
- 국제식물검역인증원
- 국제원산지정보원
- 국토교통과학기술진흥원
- 국토연구원
- 국토안전관리원
- 그랜드코리아레저
- 근로복지공단
- 기술보증기금
- 기초과학연구원

## ㄴ
- 남북교류협력지원협회
- 노사발전재단
- 농림수산식품교육문화정보원
- 농림수산식품기술기획평가원
- 농업기술실용화재단
- 농업정책보험금융원

## ㄷ
- 대구경북과학기술원
- 대구경북첨단의료산업진흥재단
- 대외경제정책연구원
- 대한건설기계안전관리원
- 대한무역투자진흥공사
- 대한법률구조공단
- 대한석탄공사
- 대한장애인체육회
- 대한적십자사
- 대한체육회
- 도로교통공단
- 독립기념관
- 동북아역사재단

## ㅁ
- 민주화운동기념사업회

## ㅂ
- 별정우체국연금관리단
- 부산대학교병원
- 부산대학교치과병원
- 부산항만공사
- 부산항보안공사
- 북한이탈주민지원재단

## ㅅ
- 사립학교교직원연금공단
- 사회보장정보원
- 산업연구원
- 서민금융진흥원
- 서울대학교병원
- 서울대학교치과병원
- 선박안전기술공단
- 세종학당재단
- 소상공인시장진흥공단
- 수도권매립지관리공사
- 시청자미디어재단
- 식품안전정보원
- 신용보증기금

## ㅇ
- 아시아문화원
- 에너지경제연구원
- 여수광양항만공사
- 연구개발특구진흥재단
- 연구성과실용화진흥원
- 영상물등급위원회
- 영화진흥위원회
- 에스알
- 예금보험공사
- 예술경영지원센터
- 예술의전당
- 오송첨단의료산업진흥재단
- 우체국금융개발원
- 우체국물류지원단
- 우체국시설관리단
- 울산과학기술원
- 울산항만공사
- 워터웨이플러스
- 의료기관평가인증원
- 의료기기정보기술지원센터
- 인천국제공항공사
- 인천항만공사
- 인천항보안공사
- 일제강제동원피해자지원재단

## ㅈ
- 장애인기업종합지원센터
- 재외동포재단
- 전남대학교병원
- 전략물자관리원
- 전북대학교병원
- 전쟁기념사업회
- 정동극장
- 정보통신산업진흥원
- 정보통신정책연구원
- 정부법무공단
- 제주국제자유도시개발센터
- 제주대학교병원
- 주택관리공단
- 주택도시보증공사
- 중소기업은행
- 중소기업기술정보진흥원
- 중소기업진흥공단

## ㅊ
- 축산물안전관리인증원
- 축산물품질평가원
- 충남대학교병원
- 충북대학교병원

## ㅋ
- 코레일관광개발
- 코레일네트웍스
- 코레일로지스
- 코레일유통
- 코레일테크

## ㅌ
- 태권도진흥재단
- 통일연구원

## ㅎ
- 한국가스공사
- 한국가스기술공사
- 한국가스안전공사
- 한국부동산원
- 한국개발연구원
- 한국건강가정진흥원
- 한국건강증진개발원
- 한국건설관리공사
- 한국건설기술연구원
- 한국고용정보원
- 한국고전번역원
- 한국공예디자인문화진흥원
- 한국공정거래조정원
- 한국공항공사
- 한국과학기술기획평가원
- 한국과학기술연구원
- 한국과학기술원
- 한국과학기술정보연구원
- 한국과학창의재단
- 한국관광공사
- 한국광해광업공단
- 한국광해관리공단
- 한국교육개발원
- 한국교육과정평가원
- 한국교육학술정보원
- 한국교통안전공단
- 한국교통연구원
- 한국국방연구원
- 한국국제교류재단
- 한국국제보건의료재단
- 한국국제협력단
- 한국국토정보공사
- 한국기계연구원
- 한국기상산업기술원
- 한국기술교육대학교
- 한국기술자격검정원
- 한국기초과학지원연구원
- 한국나노기술원
- 한국남동발전
- 한국남부발전
- 한국노동연구원
- 한국노인인력개발원
- 한국농수산식품유통공사
- 한국농어촌공사
- 한국농촌경제연구원
- 한국데이터베이스진흥원
- 한국도로공사
- 한국도박문제예방치유원
- 한국동서발전
- 한국디자인진흥원
- 한국로봇산업진흥원
- 한국마사회
- 한국무역보험공사
- 한국문학번역원
- 한국문화관광연구원
- 한국문화예술교육진흥원
- 한국문화예술위원회
- 한국문화재재단
- 한국문화정보원
- 한국문화진흥
- 한국발명진흥회
- 한국방송광고진흥공사
- 한국방송통신전파진흥원
- 한국법무보호복지공단
- 학교법인한국폴리텍
- 한국법제연구원
- 한국보건복지인력개발원
- 한국보건사회연구원
- 한국보건산업진흥원
- 한국보건의료연구원
- 한국보건의료인국가시험원
- 한국보육진흥원
- 한국보훈복지의료공단
- 한국사학진흥재단
- 한국사회복지협의회
- 한국사회적기업진흥원
- 한국산업기술시험원
- 한국산업기술진흥원
- 한국산업기술기획평가원
- 한국산업단지공단
- 한국산업안전보건공단
- 한국산업은행
- 한국산업인력공단
- 한국산학연협회
- 한국상하수도협회
- 한국생명공학연구원
- 한국생산기술연구원
- 한국서부발전
- 한국석유공사
- 한국석유관리원
- 한국세라믹기술원
- 한국소방산업기술원
- 한국소비자원
- 한국수목원관리원
- 한국수산자원관리공단
- 한국수자원공사
- 한국수출입은행
- 한국스마트그리드사업단
- 한국승강기안전공단
- 한국식품안전관리인증원
- 한국식품연구원
- 한국양성평등교육진흥원
- 한국어촌어항협회
- 한국언론진흥재단
- 한국에너지공단
- 한국에너지기술연구원
- 한국에너지기술평가원
- 한전에너지재단
- 한국여성과학기술인지원센터
- 한국여성인권진흥원
- 한국여성정책연구원
- 한국연구재단
- 한국영상자료원
- 한국예술인복지재단
- 한국예탁결제원
- 한국우편사업진흥원
- 한국원자력문화재단
- 한국원자력안전기술원
- 한국원자력안전재단
- 한국원자력연구원
- 한전원자력연료
- 한전KDN
- 한전KPS
- 한전MCS
- 한국산림복지진흥원
- 한국원자력의학원
- 한국원자력통제기술원
- 한국원자력환경공단
- 한국의료분쟁조정중재원
- 한국의약품안전관리원
- 한국인체조직기증원
- 한국인터넷진흥원
- 한국임업진흥원
- 한국자산관리공사
- 한국잡월드
- 한국장기기증원
- 한국장애인개발원
- 한국장애인고용공단
- 한국장학재단
- 한국재정정보원
- 한국저작권보호원
- 한국저작권위원회
- 한국전기안전공사
- 한국전기연구원
- 한국전력공사
- 한국전력국제원자력대학원대학교
- 한국전자통신연구원
- 한국전력거래소
- 한국전력기술
- 한국정보화진흥원
- 한국조세재정연구원
- 한국조폐공사
- 한국주택금융공사
- 한국중부발전
- 한국지식재산보호원
- 한국지식재산연구원
- 한국지식재산전략원
- 한국지역난방공사
- 한국지질자원연구원
- 한국직업능력개발원
- 한국천문연구원
- 한국철도공사
- 한국철도기술연구원
- 한국청소년상담복지개발원
- 한국청소년정책연구원
- 한국청소년활동진흥원
- 한국체육산업개발
- 한국출판문화산업진흥원
- 한국콘텐츠진흥원
- 한국토지주택공사
- 한국투자공사
- 한국특허정보원
- 한국표준과학연구원
- 한국학중앙연구원
- 한국한의학연구원
- 한국항공우주연구원
- 한국항로표지기술원
- 한국화학연구원
- 한국해양과학기술원
- 한국해양과학기술진흥원
- 한국해양수산개발원
- 한국해양수산연수원
- 한국해양조사협회
- 한국행정연구원
- 한국형사정책연구원
- 한국형수치예보모델개발사업단
- 한국환경공단
- 한국환경산업기술원
- 한국환경정책평가연구원
- 한식진흥원
- 한약진흥재단
- 한일병원
- 항공안전기술원
- 해양환경관리공단
- 환경보전협회

## A ~ Z
- APEC기후센터
- IOM이민정책연구원

## 같이 보기
- 대한민국의 공공기관
- 대한민국의 공공기관 목록 (주무부처별)
- 대한민국의 공공기관 목록 (지방자치단체별)